# Kainaba
Kainaba ist ein Ort mit einer Landfläche von 6 Hektar auf dem gleichnamigen Motu im Osten des zum Inselstaat Kiribati gehörenden Tarawa-Atolls in den Gilbertinseln im Pazifischen Ozean. Im Jahr 2020 hatte der Ort 336 Einwohner.

## Geographie
Kainaba liegt im zerklüfteten Teil des nordöstlichen Arms des Atolls von Tarawa. In dem Mangrovengebiet liegt Kainaba zwischen Tabonibara (NW), Bikenamori (W) sowie Nabeina (SO) und Biketawa (S). Im Umkreis liegen zahlreiche winzige, zerklüftete und unbenannte Motu.

## Klima
Das Klima ist tropisch heiß, wird jedoch von ständig wehenden Winden gemäßigt. Ebenso wie die anderen Orte des Tarawa-Atolls wird Kainaba gelegentlich von Zyklonen heimgesucht.